# نزع هاليد الهيدروجين
نزع هاليد الهيدروجين (Dehydrohalogenation) هو تفاعل كيميائي يصنف ضمن تفاعلات الحذف في الكيمياء العضوية، والذي يتضمن حذف (أو إزالة أو نزع) هاليد الهيدروجين من جزيء عضوي داخل في التفاعل.
عادةً ما يترافق حدوث تفاعل نزع هاليد الهيدروجين مع تشكل الألكينات؛ إذ عند معالجة كلوريدات الألكيل مع قاعدة كيميائية قوية فإنه يتشكل الألكين الموافق؛ ويدعى ذلك التفاعل عادة باسم تفاعل حذف بيتّا (β-elimination reaction):
{\displaystyle {\begin{aligned}{\ce {{\underset {}{^{\beta }CH3-^{\alpha }CH2Cl}}+KOH}}\ &{\ce {->{\underset {}{CH2=CH2}}+{KCl}+H2O}}\\{\ce {{\underset {}{CH3-CH2-CH2Cl}}+KOH}}\ &{\ce {->{\underset {}{CH3-CH=CH2}}+{KCl}+H2O}}\\{\ce {{\underset {}{CH3-CHCl-CH3}}+KOH}}\ &{\ce {->{\underset {}{CH3-CH=CH2}}+{KCl}+H2O}}\end{aligned}}}
| نزع هاليد الهيدروجين (X = هالوجين؛ Base = قاعدة كيميائية) |
| تشكل ألكين عبر حذف من المط بيتّا                           |
| تشكل أوكسيران من تفاعل نزع هاليد الهيدروجين               |
| تشكل كيتين من تفاعل نزع هاليد الهيدروجين                  |